# Fritz Weber (Politiker, 1911)
Fritz Weber (* 11. Februar 1911 in Stuttgart; † 1. Mai 1998) war ein deutscher Landwirt und Politiker (FDP/DVP).

## Leben und Beruf
Weber wurde als Sohn eines Landwirts geboren. Nach dem Volksschulabschluss absolvierte er eine praktische Ausbildung auf dem elterlichen Hof sowie auf verschiedenen anderen Gutsbetrieben. Gleichzeitig besuchte er die Landwirtschaftsschule, an die er 1936 ein Praktikum anschloss. 1938 erwarb er eine ehemalige Domäne im Landkreis Schloßberg (Ostpr.). Er hatte 1936/37 Wehrdienst geleistet, nahm 1944/45 als Soldat am Zweiten Weltkrieg teil und geriet zuletzt in Gefangenschaft.
Nach dem Kriegsende war Weber Pächter eines landwirtschaftlichen Betriebes mit Gastwirtschaft und Brennerei in Untersontheim. 1957 übernahm er als Pächter die Leitung des schwarzwäldischen Hofgutes Georgenau in Möttlingen. Außerdem war er Vorstandsmitglied der AOK in Schwäbisch Hall.

## Partei
Weber schloss sich zum 1. Mai 1933 der NSDAP an. Er trat nach 1945 in die DVP ein, aus der später der baden-württembergische Landesverband der FDP hervorging. Von 1952 bis 1957 war er Vorsitzender des FDP/DVP-Kreisverbandes Schwäbisch Hall.

## Abgeordneter
Weber war Kreistagsmitglied des Kreises Schwäbisch Hall. Dem Deutschen Bundestag gehörte er vom 15. Mai 1956, als er für den ausgeschiedenen Abgeordneten Reinhold Maier nachrückte, bis 1965 an. Er war stets über die Landesliste Baden-Württemberg ins Parlament eingezogen. Vom 5. November 1970 bis 1972 war er Mitglied des baden-württembergischen Landtages.